# C'est la vie
 For alternative betydninger, se C'est la vie (Claude-sang).
C'est la vie er en single af den danske rapper og sanger Gilli sammen med kunstneren MellemFingaMuzik. Singlen var Gillis første single siden 2012, da han udgav sin sidste single, "Lykkerig", fra hans album Ækte Vare. Singlen er skrevet af Gilli selv, der her også kan nævnes under navnet Kian Rosenberg Larsson. Den er komponeret og skrevet af Kewan Pádre og blev udgivet den 4. august 2015 på ITunes af pladeselskabet MXIII efter at have været blevet optaget i foråret og sommeren 2015. Dog blev singlen leaket fire dage tidligere af en ukendt årsag på internettet. Her gik den under navnet "Elefanthue" og tilbragte fire døgn på diverse streamingsider, før MXIII udgav singlen officielt her med navnet "C'est la vie".
Teksten er på dansk selvom navnet på singlen, "C'est la vie", er fransk og betyder "Det er livet". Vers 1, omkvædet samt broen bliver sunget af Gilli, mens MellemFingaMuzik synger vers 2 og vers 3. Sangen omhandler en ung kriminel i en dansk by, der bliver nødt til at skride til kriminelle handlinger for at overleve. Disse handlinger inkluderer røvning af flere huse for penge og andre værdisager. Singlen endte med at blive et kæmpe hit i Danmark og endte som nummer 1 på Tracklisten to uger i træk. Samtidig blev "C'est la vie" også nomineret som Lytterhittet ved P3 Guld 2015, men tabte til Suspekt og Lukas Graham med sangen "Søndagsbarn".

## Hitlister
| Hitliste (2015-16)     | Højeste placering |
| ---------------------- | ----------------- |
| Danmark (Track Top-40) | 1                 |